# Campeonato Asiático de Atletismo de 2019 - Salto em distância feminino
A prova do salto em distância feminino do Campeonato Asiático de Atletismo de 2019 foi disputada no dia 22 de abril de 2019 no Estádio Internacional Khalifa em Doha, no Catar. 

## Recordes
Antes desta competição, os recordes mundiais e do campeonato nesta prova eram os seguintes:
|                       | Nome               | Nacionalidade   | Distância | Local     | Data                |
| --------------------- | ------------------ | --------------- | --------- | --------- | ------------------- |
| Recorde mundial       | Galina Chistyakova | União Soviética | 7m 52cm   | Leningrad | 11 de junho de 1988 |
| Recorde do campeonato | Guan Yingnan       | China           | 6m 83cm   | Fukuoka   | 1998                |
| Recorde asiático      | Yao Weili          | China           | 7m 01cm   | Jinan     | 4 de junho de 1993  |

## Medalhistas
| Ouro            | Prata            | Bronze           |
| Lu Minjia (CHN) | Ayaka Kora (JPN) | Yue Ya Xin (HKG) |

## Cronograma
Todos os horários são locais (UTC+3)
| Data        | Hora  | Evento |
| ----------- | ----- | ------ |
| 22 de abril | 19:26 | Final  |

## Resultado final
| Posição           | Atleta              | Nacionalidade | #1    | #2   | #3   | #4    | #5   | #6    | Resultados | Notas                |
| ----------------- | ------------------- | ------------- | ----- | ---- | ---- | ----- | ---- | ----- | ---------- | -------------------- |
| Medalha de ouro   | Lu Minjia           | China         | 6.36  | x    | 6.38 | 6.27w | x    | 6.27  | 6.38       | Recorde da temporada |
| Medalha de prata  | Ayaka Kora          | Japão         | 5.68  | 5.93 | 6.01 | 5.80  | 6.16 | 6.04  | 6.16       |                      |
| Medalha de bronze | Yue Ya Xin          | Hong Kong     | 6.14  | x    | 6.15 | 5.96  | x    | 6.06  | 6.15       |                      |
| 4                 | Chen Shuiqing       | China         | x     | 6.05 | x    | 2.91  | 5.71 | 6.15  | 6.15       |                      |
| 5                 | Hitomi Nakano       | Japão         | 6.08  | 6.09 | 6.00 | x     | x    | 6.10  | 6.10       |                      |
| 6                 | Roksana Khudoyarova | Uzbequistão   | x     | 6.00 | x    | 5.56  | 6.08 | 5.55  | 6.08       | Recorde pessoal      |
| 7                 | Alina Yablokova     | Uzbequistão   | 5.69  | 5.81 | 6.05 | 5.87  | 5.82 | 5.65  | 6.05       | Recorde pessoal      |
| 8                 | Kim Min-ji          | Coreia do Sul | 5.67  | 5.78 | 6.03 | 5.96  | 6.02 | 5.94w | 6.03       | Recorde da temporada |
| 9                 | Chan Ka Sin         | Hong Kong     | 5.63  | x    | 5.40 |       |      |       | 5.63       |                      |
| 10                | Sou Iman            | Macau         | 5.36w | 5.36 | x    |       |      |       | 5.36       | Recorde da temporada |
| 11                | Bashir Al-Manwari   | Catar         | x     | 4.06 | –    |       |      |       | 4.06       | Recorde da temporada |

Legenda
| Recorde mundial       | Recorde mundial (World record)               |                       | Recorde africano                      | Recorde africano (African) |                                           | Q | Classificado por posição (Qualified) |
| Recorde do campeonato | Recorde do campeonato (Championship record)  | Recorde da América    | Recorde da América (Americas)         | q                          | Classificado por melhor tempo (Qualified) |   |                                      |
| Melhor marca do ano   | Melhor marca do ano (World leading)          | Recorde asiático      | Recorde asiático (Asian)              | DNS                        | Não largou (Did not start)                |   |                                      |
| Recorde nacional      | Recorde nacional (National record)           | Recorde europeu       | Recorde europeu (European)            | DNF                        | Não terminou (Did not finish)             |   |                                      |
| Recorde pessoal       | Recorde pessoal do atleta (Personal best)    | Recorde da Oceania    | Recorde da Oceania (Oceania)          | DSQ / DQ                   | Desclassificado (Disqualified)            |   |                                      |
| Recorde da temporada  | Recorde da temporada do atleta (Season best) | Recorde sul-americano | Recorde sul-americano (South America) | NM                         | Sem marca (No mark)                       |   |                                      |